# Mackenzie Madison
Mackenzie Madison (* 10. August 1986 in Ankeny (Iowa)) ist eine ehemalige US-amerikanische Triathletin.

## Werdegang
Mackenzie Madison kam als 13-Jährige zum Triathlon.
Madison startete im August 2010 bei ihrem ersten Ironman (3,86 km Schwimmen, 180,2 km Radfahren und 42,195 km Laufen) und belegte in Kanada den dritten Rang.
Im Januar 2016 wurde sie auf dem Rad bei einem Unfall verletzt und tritt seitdem nicht mehr international in Erscheinung.
Sie lebt in Eugene (Oregon) und ist im Team Madison als Coach tätig.

## Sportliche Erfolge
| Datum/Jahr    | Rang | Wettbewerb                | Austragungsort              | Zeit     | Bemerkung |
| ------------- | ---- | ------------------------- | --------------------------- | -------- | --------- |
| 21. Juli 2015 | 9    | Ironman 70.3 Lake Stevens | Washington                  |          |           |
| 5. Okt. 2014  | 3    | Ironman 70.3 Silverman    | Henderson                   | 04:59:19 |           |
| 15. Juni 2014 | 2    | Ironman 70.3 Victoria     | Victoria (British Columbia) | 04:34:16 |           |
| 15. Juli 2012 | 3    | Ironman 70.3 Lake Stevens | Washington                  |          |           |
| 31. Juli 2011 | 3    | Ironman 70.3 Calgary      | Calgary                     |          | [ 2 ]     |
| 12. Juni 2010 | 9    | Ironman 70.3 Boise        | Boise (Idaho)               | 04:57:27 |           |
| 27. März 2010 | 11   | Ironman 70.3 California   | Oceanside                   | 04:42:03 |           |
| 16. Aug. 2009 | 12   | Ironman 70.3 Lake Stevens | Washington                  | 04:52:17 | [ 3 ]     |

| Datum/Jahr    | Rang | Wettbewerb          | Austragungsort | Zeit     | Bemerkung                                                        |
| ------------- | ---- | ------------------- | -------------- | -------- | ---------------------------------------------------------------- |
| 15. Nov. 2015 | 6    | Ironman Arizona     | Tempe          | 09:13:13 |                                                                  |
| 26. Juli 2015 | 12   | Ironman USA         | Lake Placid    |          |                                                                  |
| 24. Aug. 2014 | 2    | Challenge Penticton | Penticton      | 09:47:49 |                                                                  |
| 27. Juli 2014 | 3    | Ironman Canada      | Penticton      | 09:52:46 |                                                                  |
| 5. Nov. 2011  | 2    | Ironman Florida     | Panama City    | 09:10:21 | Zweite hinter Jessica Jacobs – mit persönlicher Ironman-Bestzeit |
| 21. Nov. 2010 | 7    | Ironman Arizona     | Tempe          | 09:24:13 |                                                                  |
| 29. Aug. 2010 | 3    | Ironman Canada      | Penticton      | 09:34:51 | erster Start auf der Ironman-Distanz                             |

(DNF – Did Not Finish)